# Rhypholophus fumatus
Rhypholophus fumatus là một loài ruồi trong họ Limoniidae. Chúng phân bố ở miền Tân bắc.